# نهر اتوبیکو
نهر اِتوبیکُو (به انگلیسی: Etobicoke Creek) یک جویبار در کانادا است که در انتاریو واقع شده‌است.